# Кашина Фиђина (Милано)
Кашина Фиђина је насеље у Италији у округу Милано, региону Ломбардија.
Према процени из 2011. у насељу је живело 235 становника. Насеље се налази на надморској висини од 135 м.